# Richard Baquié
Richard Baquié (Marsella, 1 de maig de 1953 - 17 de gener de 1996) va ser un artista visual i escultor francès. La cultura musical, plàstica o cinematogràfica dels anys 1960 i 1970 va impregnar la sensibilitat artística de Baquié, que va expressar a través d'objectes trobats: peces de cotxe, avions de llauna o residus industrials associats a paraules, sons i imatges a través dels quals reinventa el seu significat.
Tota l'obra de Richard Baquié recupera, barreja, o desvia materials, objectes i paraules (amb predilecció pel reciclatge d'objectes i materials quotidians, pobres i usats) jugant amb l'associació o la discordança de la seva associació, muntatge o collage.